# Pont del Castell de Cartellà est
El Pont del Castell de Cartellà est és un pont de Sant Gregori (Gironès) protegit com a Bé Cultural d'Interès Local.

## Descripció
El pont de pedra d'un sol ull sobre el torrent de Gàrrep. Pont de pedra d'un alçada aproximadament de 12 metres, amb una obertura de prop de 10 metres d'alçada. El pas sobre el pont es troba net i en bon estat, amb una llargada aproximadament d'uns 12 metres. La seva construcció pot pertànyer a l'època del castell (S. XIII).

## Història
El Castell de Cartellà és documentat per primera vegada l'any 1238, situat entre dos fossars que compten amb un pont d'accés cada un, a est i oest.